# Brenthis rabdia
Brenthis rabdia är en fjärilsart som beskrevs av Butler 1877. Brenthis rabdia ingår i släktet Brenthis och familjen praktfjärilar. Inga underarter finns listade i Catalogue of Life.